# Бюджет сім'ї
Бюдже́т сім'ї́ — це план доходів і витрат сім'ї на певний період (тиждень, місяць, рік).
Складається з двох частин. Перша частина охоплює доходи сімейного бюджету, друга — видатки сім'ї. Часто ці показники використовуються в економічних і соціологічних дослідженнях для визначення матеріального рівня життя народу, окремих соціальних груп населення, динаміки життєвого рівня.

### Доходи сімейного бюджету
Доходи сім'ї можна поділити на активні та пасивні, а також на постійні та разові.
До постійних зараховують доходи від підприємницької діяльності, заробітну плату, пенсії, стипендії, субсидії та інші види соціальних виплат, відсотки на банківські вклади, ренту (доходи від оренди) та ін.
Разовими доходами є премії, спадщина, подарунки, гроші, взяті в борг, виграші в іграх та лотереях.
Активні доходи вимагають праці або інших зусиль члена сім'ї. Наприклад заробітна плата чи підробіток на біржі фрилансу.
Пасивні доходи автоматично утворюються внаслідок інвестицій, наприклад відсотки по депозитам або дохід від здачі квартири в оренду
Доходи сім'ї можуть зростати, якщо, наприклад, хтось із членів сім'ї став отримувати більшу зарплату, почав працювати після завершення навчання, або ж зменшуватися із втратою роботи, виходом на пенсію тощо. При можливості сім'я намагається заощаджувати кошти для запобігання кризовим ситуаціям при несподіваних витратах або з метою запланованих витрат у майбутньому.
Заощадження, що зберігаються у банках, забезпечують доходи у вигляді відсоткових виплат, поліпшуючи добробут сім'ї.

### Витрати сімейного бюджету
Витрати сімейного бюджету поділяють на фіксовані та змінні.
До фіксованих, тобто неминучих, зараховують видатки на забезпечення фізіологічних потреб людини: купівля продуктів харчування, одягу, взуття, плату за житло і комунальні послуги, а також сплату податків задля загального добробуту.
Змінні видатки залежить від стилю життя сім'ї, і не є критично необхідними. Наприклад відпочинок, кіно, театр та зустрічі з друзями
Купівля власних будинків, автомобілів, електронної апаратури, предметів розкоші є придбанням активу. Заощадження у грошовій формі теж створюють актив.
Німецький статистик XX ст. Ернст Енгель на основі аналізу видатків сімей різного рівня достатку сформулював закон, який носить його ім'я — закон Енгеля. Із зростанням доходів сім'ї питома вага видатків на харчування знижується, частка видатків на одяг, житло, комунальні послуги змінюється мало, а витрати на задоволення культурних та інших нематеріальних потреб помітно зростають.

### Планування сімейного бюджету
Фінансовий план сім'ї — це не тільки контроль витрат і прибутків, підсумування залишку чи нестачу коштів на кінець певного періоду, але і встановлення та досягнення фінансової мети. Саме така мета складає основу будь-якого фінансового планування. Саме тому перед початком формування плану варто визначитись з ціллю. Залежно від її терміну реалізації, плани діляться на: короткострокові (1-12 місяців), середньострокові (1-5 років) та довгострокові (5+ років).
Останній вид цілей досягнути найважче, адже часові рамки тут достатньо великі і за цей період зазвичай виникає чимало спокус. Тому, варто ретельно проаналізувати найбільш важливі складові фінансового становища, серед яких, наприклад, можуть бути присутні такі пункти:
- Чітке визначення загальної суми щомісячного доходу, в тому числі і з пасивних джерел;
- шляхи зростання доходу та можливості заробляти більше

- Повний список здійснених щомісячних витрат;

- Включення суми всіх боргів, які є на даний час і щомісячне їхнє корегування.

Для планування сімейного бюджету Вам так само необхідно провести детальний аудит всіх витрат і доходів членів сім'ї. Якщо це важко зробити вручну, варто взяти собі за правило користуватись спеціальними сервісами, які дозволяють аналізувати домашню бухгалтерію. Простий та класичний способи вести записи і аналізувати сімейний бюджет можна знайти у статті на сайті Сімейний Бюджет.
Крім обов'язкових пунктів фінансового плану щодо отриманих доходів і обов'язкових витрат, варто створити так званий резерв непередбачуваних витрат. Саме сюди варто щомісячно відкладати певну суму на випадок непередбачуваних обставин, наприклад, хвороби чи інших надзвичайних ситуацій. Також цей резерв може допомогти в разі втрати роботи одного або кількох членів сім'ї. Фінансові радники рекомендують розмір фонду рівний 3-6 місяцям покриття витрат сім'ї.
До планування сімейного бюджету варто внести пункт інвестицій. Саме інвестування може допомогти значно швидше досягнути поставленої фінансової мети за рахунок додаткового джерела доходів. Найпоширенішим способом інвестування для середньостатистичних українських сімей є депозити в банку. Також популярні інвестиції в нерухомість та бізнес.